# Alfred Staszewicz
Alfred Staszewicz (ur. 30 stycznia 1896 w Mokrej Dąbrowie w okolicach Pińska, zm. 20 października 1973 w Wiedniu) – polski szermierz, żołnierz, olimpijczyk z Berlina 1936.

## Życiorys
Był synem Piotra i Alicji ze Skimrutów. Pochodził z rodziny ziemiańskiej. Chodził do szkół w Wilnie oraz Warszawie. W 1914 roku został wcielony do Armii rosyjskiej. W armii rosyjskiej zaczął uprawiać szermierkę. W 1915 Ukończył tam szkołę oficrską w stopniu młodszego oficera. W 1917 roku przybył do Francji. Wstąpił tam do Armii Hallera. Został awansowany do stopnia kapitana. W tym samym roku został ciężko ranny podczas walki na froncie. Po zakończeniu wojny pozostał we Francji. Został zawodnikiem francuskiego klubu Cercie Hoche-Anjou. Jako jedyny Polak brał udział w Igrzyskach krajów sprzymierzonych w 1919 roku. W 1928 roku pokonał mistrza olimpijskiego w szpadzie Luciena Gaudina. W końcu  lat dwudziestych z powodów finansowych porzucił szermierkę. Powrócił do uprawiania sportu w 1936 roku. został powołany do kadry na igrzyska olimpijskie w Berlinie.  Na igrzyskach olimpijskich w 1936 wystartował w turnieju drużynowym w szpadzie. Wystąpił w meczu przeciwko reprezentacji Portugalii nie odnosząc sukcesu. Drużyna Polska (partnerami byli:Antoni Franz, Roman Kantor, Rajmund Karwicki, Kazimierz Szempliński, Teodor Zaczyk) zajęła miejsca 5.-8. Po igrzyskach olimpijskich nadal mieszkał we Francji. Po zakończeniu II wojny światowej nadal uprawiał szermierkę. W  dniach 5-7 grudnia 1946 brał udział w międzynarodowych zawodach w Wiedniu  W turnieju indywidualnym odniósł zwycięstwo.